# Encamp
Encamp è un comune di Andorra, nella parte orientale del paese con 14.357 abitanti (dato 2010). La località principale, sede municipale, conta 8.830 abitanti (dato 2010). Da essa parte la "Funicamp", una teleferica di 6200 metri, costruita nel 1999, una tra le più lunghe d'Europa.  I suoi abitanti si chiamano encampadans e la festa patronale cade il 10 dicembre mentre la cosiddetta festa major ricorre il 15 agosto.
Sono da visitare il Museo dell'automobile, con una sezione dedicata alla storia della bicicletta, la chiesa romanica di Santa Eulàlia d'Encamp in frazione Encamp, il convento romanico fondato nel 1163 di Sant Romà de Bons in frazione Les Bons, Pas de La Casa, passo a 2085 m al confine con la Francia, l'unica parte del paese sul versante atlantico.

## Amministrazione

### Gemellaggi
- Alghero

## Geografia antropica

### Frazioni
Oltre al capoluogo, la parrocchia è formata dai seguenti villaggi:
- Le Bons
- Vila
- Pas de la Casa

## Società

### Evoluzione demografica
Abitanti censiti